# Lipinki (powiat chełmski)
Lipinki – wieś w Polsce położona w województwie lubelskim, w powiecie chełmskim, w gminie Żmudź.
| SIMC    | Nazwa      | Rodzaj    |
| ------- | ---------- | --------- |
| 0111219 | Banki      | część wsi |
| 0111225 | Bukijowiec | część wsi |
| 1027159 | Poręb      | część wsi |

W latach 1975–1998 miejscowość należała administracyjnie do województwa chełmskiego.
Wieś stanowi sołectwo gminy Żmudź. Według Narodowego Spisu Powszechnego (III 2011 r.) wieś liczyła 82 mieszkańców.
Wierni Kościoła rzymskokatolickiego należą do parafii Wniebowzięcia Najświętszej Maryi Panny w Klesztowie.